# Stadio Juan Ramón Loubriel
Lo stadio Juan Ramón Loubriel (in spagnolo Estadio Juan Ramón Loubriel) è uno stadio di calcio situato a Bayamón, Porto Rico.

## Storia dell'impianto
L'impianto fu costruito nel 1973 per ospitare le partite della squadra locale di baseball, i Vaqueros de Bayamón. Nel 2003 la squadra si sciolse e lo stadio sembrò destinato alla demolizione ma a partire dall'anno successivo divenne l'impianto casalingo della squadra di calcio dei Puerto Rico Islanders che tuttora lo utilizza come sede per le partite della NASL e quelle internazionali.
Dal 2008 è la sede anche del Bayamón FC, l'altra squadra cittadina che milita nella Puerto Rico Soccer League.

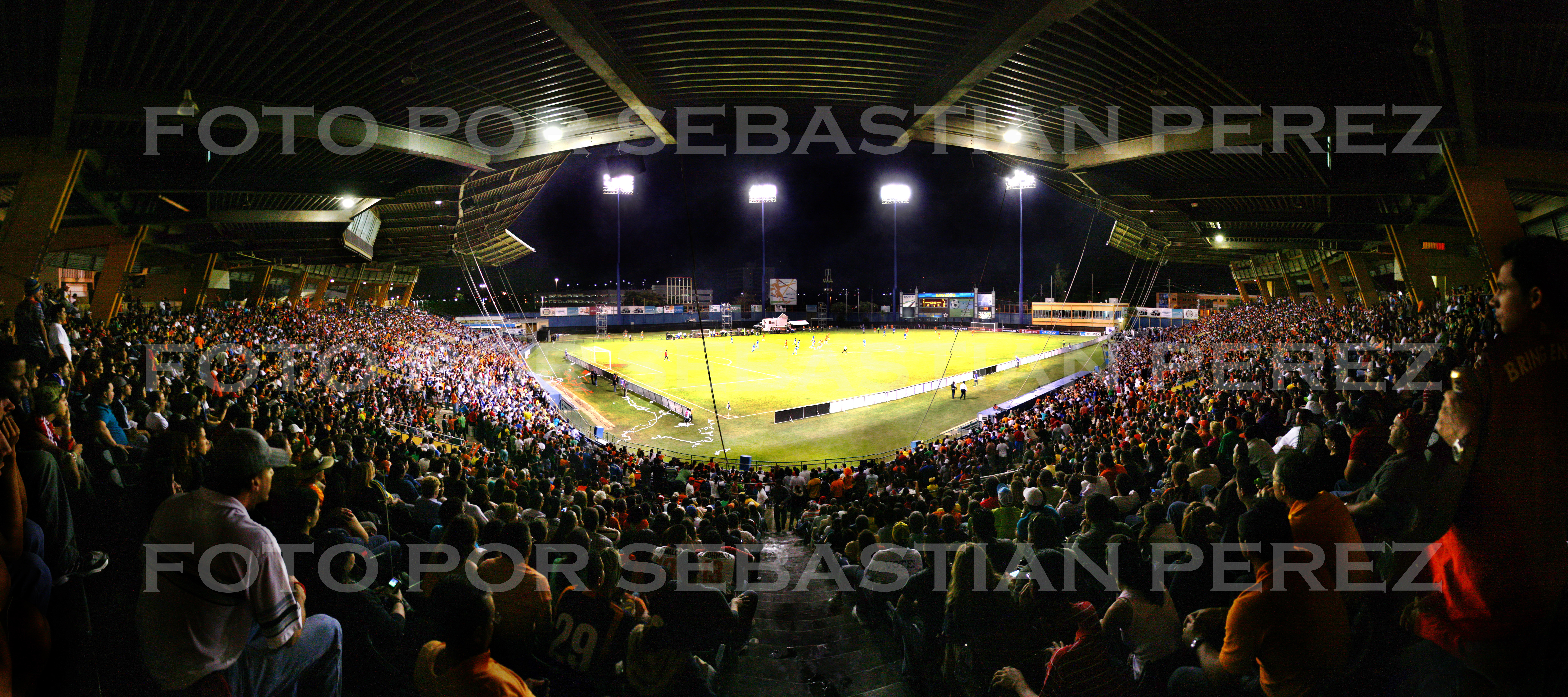
Immagine dell'Estadio Juan Ramón Loubriel durante la semifinale della CONCACAF Champions League 2008-2009 tra Puerto Rico Islanders e Cruz Azul.

Nella stagione 2008-2009 ha ospitato le gare del Sevilla Bayamón, prima che il club si spostasse nella città di Juncos.
Lo stadio viene utilizzato come impianto casalingo anche dalla nazionale portoricana di calcio.